# Yann M'Vila
Yann M'Vila (født 29. juni 1990 i Amiens, Frankrig) er en fransk fodboldspiller af congolesisk oprindelse, der spiller som midtbanespiller i Saint-Étienne. M'vila er et produkt af Rennes' respekterede talentskole, der er kåret til Frankrigs bedste. Han har desuden tidligere spillet for FC Rubin Kazan i Rusland, Inter i Italien og engelske Sunderland.

## Landshold
M'vila har (pr marts 2018) spillet 22 kampe for Frankrigs A-landshold, og var med i landstræner Raymond Domenechs bruttotrup til VM i 2010 i Sydafrika. 